# 山田風太郎賞
山田風太郎賞（やまだふうたろうしょう）は、KADOKAWA（社内ブランド・角川書店）と角川文化振興財団が主催する日本の文学賞。山田風太郎の独創的な作品群と作家的姿勢への敬意を礎に有望な作家の作品を発掘顕彰するため、2010年に創設された。毎年9月1日から翌年8月31日までに刊行された日本の小説作品を対象とする。受賞者には正賞として記念品、副賞として100万円が授与される。

## 受賞作一覧
年は発表年。

### 第1回から第10回
| 回（年）         | 賞   | 受賞・候補者 | 受賞・候補作                  | 刊行       | 出版社         |
| ---------------- | ---- | ------------ | ----------------------------- | ---------- | -------------- |
| 第1回（2010年）  | 受賞 | 貴志祐介     | 『悪の教典』【上・下】        | 2010年7月  | 文藝春秋       |
| 第1回（2010年）  | 候補 | 綾辻行人     | 『Another』                   | 2009年10月 | 角川書店       |
| 第1回（2010年）  | 候補 | 有川浩       | 『キケン』                    | 2010年1月  | 新潮社         |
| 第1回（2010年）  | 候補 | 海道龍一朗   | 『天佑、我にあり』            | 2010年8月  | 講談社         |
| 第1回（2010年）  | 候補 | 森見登美彦   | 『ペンギン・ハイウェイ』      | 2010年5月  | 角川書店       |
| 第2回（2011年）  | 受賞 | 高野和明     | 『ジェノサイド』              | 2011年3月  | 角川書店       |
| 第2回（2011年）  | 候補 | 有川浩       | 『県庁おもてなし課』          | 2011年3月  | 角川書店       |
| 第2回（2011年）  | 候補 | 曽根圭介     | 『藁にもすがる獣たち』        | 2011年8月  | 講談社         |
| 第2回（2011年）  | 候補 | 辻村深月     | 『水底フェスタ』              | 2011年8月  | 文藝春秋       |
| 第2回（2011年）  | 候補 | 樋口毅宏     | 『民宿雪国』                  | 2010年12月 | 祥伝社         |
| 第2回（2011年）  | 候補 | 真山仁       | 『コラプティオ』              | 2011年7月  | 文藝春秋       |
| 第3回（2012年）  | 受賞 | 冲方丁       | 『光圀伝』                    | 2012年8月  | 角川書店       |
| 第3回（2012年）  | 受賞 | 窪美澄       | 『晴天の迷いクジラ』          | 2012年2月  | 新潮社         |
| 第3回（2012年）  | 候補 | 中田永一     | 『くちびるに歌を』            | 2011年11月 | 小学館         |
| 第3回（2012年）  | 候補 | 誉田哲也     | 『あなたが愛した記憶』        | 2012年6月  | 集英社         |
| 第3回（2012年）  | 候補 | 山田宗樹     | 『百年法』【上・下】          | 2012年7月  | 角川書店       |
| 第4回（2013年）  | 受賞 | 伊東潤       | 『巨鯨の海』                  | 2013年4月  | 光文社         |
| 第4回（2013年）  | 候補 | 有川浩       | 『旅猫リポート』              | 2012年11月 | 文藝春秋       |
| 第4回（2013年）  | 候補 | 伊坂幸太郎   | 『死神の浮力』                | 2013年7月  | 文藝春秋       |
| 第4回（2013年）  | 候補 | 垣根涼介     | 『光秀の定理』                | 2013年8月  | 角川書店       |
| 第4回（2013年）  | 候補 | 増田俊也     | 『七帝柔道記』                | 2013年2月  | 角川書店       |
| 第5回（2014年）  | 受賞 | 荻原浩       | 『二千七百の夏と冬』          | 2014年6月  | 双葉社         |
| 第5回（2014年）  | 候補 | 伊岡瞬       | 『代償』                      | 2014年3月  | 角川書店       |
| 第5回（2014年）  | 候補 | 誉田哲也     | 『ケモノの城』                | 2014年4月  | 双葉社         |
| 第5回（2014年）  | 候補 | 万城目学     | 『悟浄出立』                  | 2014年7月  | 新潮社         |
| 第5回（2014年）  | 候補 | 柳広司       | 『ナイト＆シャドウ』          | 2014年7月  | 講談社         |
| 第6回（2015年）  | 受賞 | 佐藤正午     | 『鳩の撃退法』【上・下】      | 2014年11月 | 小学館         |
| 第6回（2015年）  | 候補 | 青山文平     | 『つまをめとらば』            | 2015年7月  | 文藝春秋       |
| 第6回（2015年）  | 候補 | 木下昌輝     | 『人魚ノ肉』                  | 2015年7月  | 文藝春秋       |
| 第6回（2015年）  | 候補 | 島本理生     | 『Red』                       | 2014年9月  | 中央公論新社   |
| 第6回（2015年）  | 候補 | 柚月裕子     | 『孤狼の血』                  | 2015年8月  | KADOKAWA       |
| 第7回（2016年）  | 受賞 | 塩田武士     | 『罪の声』                    | 2016年8月  | 講談社         |
| 第7回（2016年）  | 候補 | 垣根涼介     | 『室町無頼』                  | 2016年8月  | 新潮社         |
| 第7回（2016年）  | 候補 | 雫井脩介     | 『望み』                      | 2016年8月  | KADOKAWA       |
| 第7回（2016年）  | 候補 | 中路啓太     | 『ロンドン狂瀾』              | 2016年1月  | 光文社         |
| 第7回（2016年）  | 候補 | 万城目学     | 『バベル九朔』                | 2016年3月  | KADOKAWA       |
| 第7回（2016年）  | 候補 | 山田宗樹     | 『代体』                      | 2016年5月  | KADOKAWA       |
| 第8回（2017年）  | 受賞 | 池上永一     | 『ヒストリア』                | 2017年8月  | KADOKAWA       |
| 第8回（2017年）  | 候補 | 木下昌輝     | 『敵の名は、宮本武蔵』        | 2017年2月  | KADOKAWA       |
| 第8回（2017年）  | 候補 | 澤田瞳子     | 『腐れ梅』                    | 2017年7月  | 集英社         |
| 第8回（2017年）  | 候補 | 森見登美彦   | 『夜行』                      | 2016年10月 | 小学館         |
| 第8回（2017年）  | 候補 | 柚月裕子     | 『盤上の向日葵』              | 2017年8月  | 中央公論新社   |
| 第9回（2018年）  | 受賞 | 真藤順丈     | 『宝島』                      | 2018年6月  | 講談社         |
| 第9回（2018年）  | 候補 | 垣根涼介     | 『信長の原理』                | 2018年8月  | KADOKAWA       |
| 第9回（2018年）  | 候補 | 須賀しのぶ   | 『夏空白花』                  | 2018年7月  | ポプラ社       |
| 第9回（2018年）  | 候補 | 恒川光太郎   | 『滅びの園』                  | 2018年5月  | KADOKAWA       |
| 第9回（2018年）  | 候補 | 湊かなえ     | 『ブロードキャスト』          | 2018年8月  | KADOKAWA       |
| 第10回（2019年） | 受賞 | 月村了衛     | 『欺す衆生』                  | 2019年8月  | 新潮社         |
| 第10回（2019年） | 候補 | 今村翔吾     | 『童の神』                    | 2018年9月  | 角川春樹事務所 |
| 第10回（2019年） | 候補 | 小野不由美   | 『営繕かるかや怪異譚 その弐』 | 2019年7月  | KADOKAWA       |
| 第10回（2019年） | 候補 | 川越宗一     | 『熱源』                      | 2019年8月  | 文藝春秋       |
| 第10回（2019年） | 候補 | 葉真中顕     | 『Blue』                      | 2019年4月  | 光文社         |

### 第11回以降
| 回（年）         | 賞   | 受賞・候補者 | 受賞・候補作                           | 刊行       | 出版社     |
| ---------------- | ---- | ------------ | -------------------------------------- | ---------- | ---------- |
| 第11回（2020年） | 受賞 | 今村翔吾     | 『じんかん』                           | 2020年5月  | 講談社     |
| 第11回（2020年） | 候補 | 河﨑秋子     | 『土に贖う』                           | 2019年9月  | 集英社     |
| 第11回（2020年） | 候補 | 河野裕       | 『昨日星を探した言い訳』               | 2020年8月  | KADOKAWA   |
| 第11回（2020年） | 候補 | 凪良ゆう     | 『わたしの美しい庭』                   | 2019年12月 | ポプラ社   |
| 第11回（2020年） | 候補 | 柚月裕子     | 『暴虎の牙』                           | 2020年3月  | KADOKAWA   |
| 第12回（2021年） | 受賞 | 米澤穂信     | 『黒牢城』                             | 2021年6月  | KADOKAWA   |
| 第12回（2021年） | 候補 | 浅倉秋成     | 『六人の噓つきな大学生』               | 2021年3月  | KADOKAWA   |
| 第12回（2021年） | 候補 | 一穂ミチ     | 『スモールワールズ』                   | 2021年4月  | 講談社     |
| 第12回（2021年） | 候補 | 千早茜       | 『ひきなみ』                           | 2021年4月  | KADOKAWA   |
| 第12回（2021年） | 候補 | 万城目学     | 『ヒトコブラクダ層ぜっと』【上・下】   | 2020年6月  | 幻冬舎     |
| 第13回（2022年） | 受賞 | 小川哲       | 『地図と拳』                           | 2022年6月  | 集英社     |
| 第13回（2022年） | 候補 | 浅倉秋成     | 『俺ではない炎上』                     | 2022年5月  | 双葉社     |
| 第13回（2022年） | 候補 | 砂原浩太朗   | 『黛家の兄弟』                         | 2022年1月  | 講談社     |
| 第13回（2022年） | 候補 | 蝉谷めぐ実   | 『おんなの女房』                       | 2022年1月  | KADOKAWA   |
| 第13回（2022年） | 候補 | 早見和真     | 『八月の母』                           | 2022年4月  | KADOKAWA   |
| 第14回（2023年） | 受賞 | 前川ほまれ   | 『藍色時刻の君たちは』                 | 2023年7月  | 東京創元社 |
| 第14回（2023年） | 候補 | 白井智之     | 『名探偵のいけにえ―人民教会殺人事件―』 | 2022年9月  | 新潮社     |
| 第14回（2023年） | 候補 | 高殿円       | 『忘らるる物語』                       | 2023年3月  | KADOKAWA   |
| 第14回（2023年） | 候補 | 中脇初枝     | 『伝言』                               | 2023年8月  | 講談社     |
| 第14回（2023年） | 候補 | 吉川トリコ   | 『あわのまにまに』                     | 2023年2月  | KADOKAWA   |
| 第15回（2024年） | 受賞 | 蝉谷めぐ実   | 『万両役者の扇』                       | 2024年5月  | 新潮社     |
| 第15回（2024年） | 候補 | 逢坂冬馬     | 『歌われなかった海賊へ』               | 2023年10月 | 早川書房   |
| 第15回（2024年） | 候補 | 河野裕       | 『彗星を追うヴァンパイア』             | 2024年8月  | KADOKAWA   |
| 第15回（2024年） | 候補 | 長浦京       | 『1947』                               | 2024年1月  | 光文社     |
| 第15回（2024年） | 候補 | 早見和真     | 『アルプス席の母』                     | 2024年3月  | 小学館     |

## 選考委員
- 第1回 - 第2回
  - 赤川次郎、京極夏彦、桐野夏生、重松清、筒井康隆
- 第3回 - 第5回
  - 赤川次郎、奥泉光、京極夏彦、筒井康隆、林真理子
- 第6回 - 第10回
  - 奥泉光、京極夏彦、筒井康隆、林真理子、夢枕獏
- 第11回 - 第12回
  - 奥泉光、恩田陸、貴志祐介、筒井康隆、林真理子、夢枕獏
- 第13回 -
  - 朝井まかて、恩田陸、貴志祐介、筒井康隆（第15回は欠席）、夢枕獏